# Debbie Clarke (Schwimmerin)
Deborah „Debbie“ Clarke, nach Heirat Deborah Zemba, (* 10. April 1961 in Thunder Bay, Ontario) ist eine ehemalige kanadische Schwimmerin.

## Karriere
Bei den Olympischen Spielen 1976 in Montreal gewann die 4-mal-100-Meter-Lagenstaffel mit Wendy Hogg, Robin Corsiglia, Susan Sloan und Anne Jardin die Bronzemedaille hinter den Staffeln aus der DDR und aus den Vereinigten Staaten. Im Vorlauf war Debbie Clarke für Anne Jardin am Start gewesen. 1976 erhielten Schwimmerinnen, die ausschließlich im Staffelvorlauf eingesetzt wurden, noch keine Medaillen. Über 200 Meter Freistil schwamm Debbie Clarke die 13. Zeit im Vorlauf und schied damit aus. Eine Woche nach der Lagenstaffel wurde die 4-mal-100-Meter-Freistilstaffel ausgetragen. Gail Amundrud, Barbara Clark, Becky Smith und Anne Jardin gewannen die Bronzemedaille hinter den Staffeln aus den USA und der DDR. Im Vorlauf war Debbie Clarke für Becky Smith geschwommen.
Debbie Clarke besuchte später die Northeastern University in Boston, wo sie 1981 graduierte.